# 日本ムスリム協会
宗教法人日本ムスリム協会（英語: Japan Muslim Association ; JMA）は、日本最初のムスリムの信徒団体である。1952年に47名のメンバーによって設立され、1968年6月に宗教法人として認可された。
「少数派のムスリムが日本社会と協調しながら、イスラームの教義を実践していく道筋をつくること」を目的としている。

## 歴史
日本ムスリム協会は、1952年に戦時中にアジア各国で情報収取などに従事していた47名の日本人ムスリムや学者によって結成された「イスラーム友の会」を前身とする。1953年には現在の名称である日本ムスリム協会に改称した。1957年からはエジプトのアズハル大学などのイスラーム圏の大学へムスリムを送り、1959年には協会機関紙である『イスラームの声』が発行された。
1968年に協会は宗教法人として登録された。この時代の会員数は『イスラームの声』によると約60名である。1961年にはムスリム留学生を中心として「ムスリム学生協会」が発足し、また、1963年には学術団体として「日本イスラーム協会」が発足した。
協会は2009年に東京都の在日クウェート大使館で開かれたイフタール（断食打破夕食会）に招かれ、その中でクウェートによる協会への支援を絶賛した。また、2018年にはトルコの国際協力調整庁が日本で初めて主催したイフタールに会長である徳増公明が参加した。
協会は2015年、名古屋モスクが日本のマスメディアに対して行った、ISILを「イスラム国」と呼称して報道していることについての名称変更要望に、国内の他のイスラーム組織やモスクと共に参加した。
2020年、COVID-19の流行を受けて、協会はイスラミックセンタージャパンや北海道イスラミックソサエティーなど30以上のイスラーム組織・団体と共同でラマダンの集会を回避し、イマームはムスリムのためのオンライン教室を開くように声明を出した。2024年にサウジアラビアのキング・ファイサル国際賞イスラーム奉仕部門を受賞。

## 活動

### 出版
クルアーン、タフスィールほかの書籍を各種出版しているが、送料負担の上で問い合わせると入手可能である。

### ムスリム向け霊園の運営

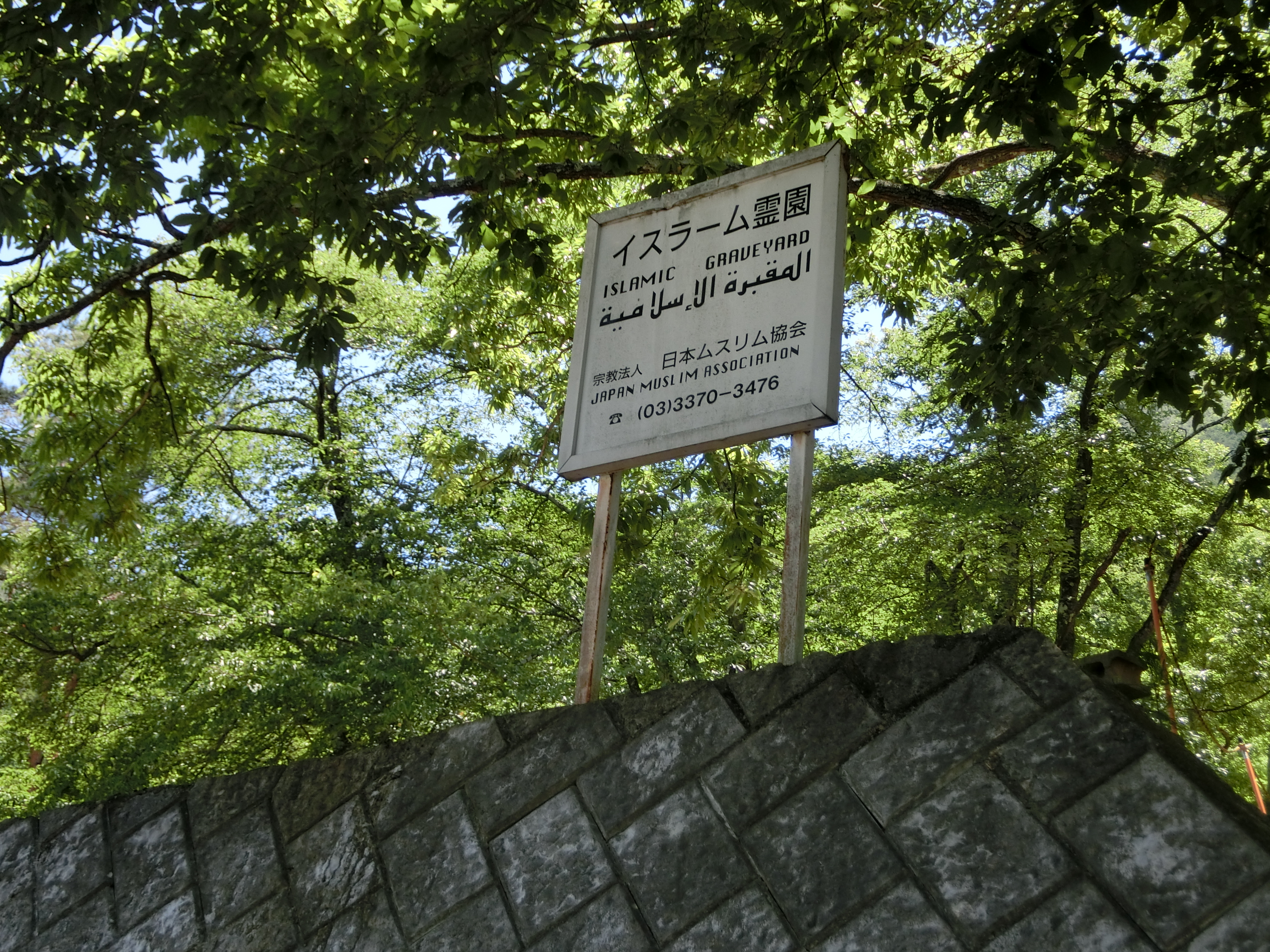
山梨県塩山市のイスラーム霊園の看板

協会は1963年、地元の仏教寺院である文殊院の土地を購入し、1969年、山梨県の認可を受けて9区画2400坪に及ぶ日本初のムスリム専用墓地を塩山市に設立し、現在までこれを運営している。2000年には国内のムスリム増加を受けて埋葬区画を増設した。当初、この霊園は「世界各国のムスリムのための霊園」として開設されたが、協会は「日本人ムスリムのための霊園」と名目を変更した。

### ハラール認証
協会は、国際的なハラール認証機関であるマレーシアのマレーシア・イスラム開発庁とインドネシアのウラマー評議会食料・薬品・化粧品検査機関 (JAKIM) 、シンガポールのウラマー評議会から認証されており、このうちインドネシアのウラマー評議会が認証している食品部門の国内のハラール認証機関は2014年時点で日本ムスリム協会のみである。
また、協会は、京都市の地元ハラール認証機関である京都ハラール協議会と提携している。

## 歴代会長
- 初代会長 サディーク・今泉義雄 1953年‐1960年
- 二代会長 ウマル・三田了一 1960年-1962年
- 三代会長 アブドルカリーム・斎藤積平 1962年‐1971年
- 四代会長 アブーバクル・森本武夫 1971年‐1974年
- 五代会長 アブドルムニール・渡辺正治 1974年‐1977年
- 六代会長 オマル・五百旗頭陽二郎 1977年‐1984年
- 七代会長 アブドルサラーム・有見次郎 1984年‐1986年
- 八代会長 ズベイル・鈴木珀郎 1986年‐1990年
- 九代会長 ハーリド樋口美作 1990年-2003年[20]
- 十代会長 アミーン徳増公明 2003年-2021年
- 十一代会長 ヤヒヤ遠藤利夫 2021年‐現在[3]